# Fiat 500 Arancia
La edición especial y limitada Fiat 500 Arancia fue presentada en 2010. Solo se fabricaron 300 unidades que fueron comercializadas exclusivamente en Japón. Toma como base la carrocería berlina europea con conducción a la derecha en su acabado Pop con al motor 1.2 FIRE de 69 CV y cambio secuencial robotizado Dualogic. Su comercialización comenzó el 11 de septiembre de 2010. El precio de cada una de las unidades de la edición era de 2.050.000 yenes, aproximadamente 18.835 € al cambio en ese momento.

## Características

### Exterior
Exteriormente se distingue por un característico color naranja brillante exclusivo de la edición. Además cuenta con detalles cromados en la línea lateral de las ventanillas, en las protecciones de los paragolpes delantero y trasero, en los espejos retrovisores, en las manillas de las puertas y en las líneas horizontales de la parrilla. Las llantas son de aleación de 15 pulgadas.

### Interior
El interior es de todos oscuros contrastando con algunos elemnetos blancos y la plancha que recorre horizontalmente el salpicadero que es de color naranja similar al del exterior. El volante de cuero, el cuadro de mandos, el panel de la radio, el panel del climatizador y los aireadores centrales son de color blanco. La banqueta y la parte inferior de los respaldos de los asientos son de tela negra y la parte superior del respaldo de tela blanca, el mismo color usado en los reposacabezas de todas las plazas y el guarnecido del techo.